# Amerikaans voetbalkampioenschap 1908/09
In 1908/09 werd het zevende seizoen van de National Association Football League gespeeld. East Newark Clark AA en West Hudson AA moesten de eerste plaats delen doordat ze beide evenveel punten hadden. West Hudson AA werd voor de tweede maal kampioen. East Newark Clark AA werd voor de eerste maal kampioen.

## Eindstand
| Plaats | Club                 | Wed. | W | G | V | Ptn |
| ------ | -------------------- | ---- | - | - | - | --- |
| 1.     | East Newark Clark AA | 10   | 9 | 0 | 1 | 18  |
| 2.     | West Hudson AA       | 10   | 9 | 0 | 1 | 18  |
| 3.     | Newark FC            | 9    | 2 | 1 | 6 | 5   |
| 4.     | Paterson True Blues  | 10   | 4 | 1 | 5 | 9   |
| 5.     | Kearny Scots         | 9    | 1 | 3 | 5 | 5   |
| 6.     | Paterson Rangers     | 9    | 1 | 1 | 7 | 3   |